# Lucien Pothier
Lucien Pothier (15. januar 1883 i Cuy – 29. april 1957 i Troyes) var fransk cykelrytter. I første udgave af Tour de France i 1903 blev Lucien Pothier nr. 2  kun overgået af Maurice Garin. Dette resultat gentog sig i første omgang i Tour de France 1904, men i november 1904 blev både en hel række deltagere diskvalificeret herunder Garin og Pothier. Pothier blev udelukket for livstid, men han stillede igen til start i Tour de France 1907. Dette skete dog uden større succes, da han udgik under 4. etape